# 북대서양 조약 기구 탈퇴
북대서양 조약 기구 탈퇴는 북대서양 조약 기구 회원국이 북대서양 조약에서 탈퇴하고 해당 국가가 더 이상 북대서양 조약 기구 회원국이 아닌 상태로 되는 법적 및 정치적 절차다. 공식 절차는 조약 제13조에 명시되어 있다. 이는 탈퇴를 원하는 국가가 미국(기탁국)에 "조약 폐기 통지"를 보내야 하며, 미국은 이를 다른 동맹국에 전달해야 한다고 명시하고 있다. 1년간의 대기 기간이 지나면 탈퇴를 원하는 국가는 탈퇴하게 된다.
아직까지 어떤 회원국도 탈퇴하지 않았지만, 여러 국가에서는 탈퇴를 고려하고 있다. 북대서양 조약 기구 회원국의 이전 종속국 중 다수는 독립 국가가 된 후 가입을 신청한 적이 없다.